# Cantón de Pithiviers
El cantón de Pithiviers es una división administrativa francesa, situada en el departamento de Loiret y la región de Centro.
Desde 1800 ha pertenecido al distrito de Pithiviers, pero en la reorganización de 1926 desapareció y fue adscrita al distrito de Orleans. En 1942 se vuelve a crear el distrito.

## Composición
El cantón de Pithiviers agrupa 20 comunas:
- Ascoux: 787 habitantes
- Bondaroy: 361 habitantes
- Bouilly-en-Gâtinais: 302 habitantes (antes se llamaba Bouilly),
- Bouzonville-aux-Bois: 344 habitantes
- Boynes: 1 014 habitantes
- Chilleurs-aux-Bois: 1 703 habitantes
- Courcy-aux-Loges: 350 habitantes (antes se llamaba Courcy),
- Dadonville: 1 873 habitantes
- Escrennes: 650 habitantes
- Estouy: 496 habitantes
- Givraines: 306 habitantes
- Guigneville: 488 habitantes, incluyendo:
  - Sébouville, comuna asociada desde 1973 con 229 habitantes,
- Laas: 165 habitantes
- Mareau-aux-Bois: 468 habitantes
- Marsainvilliers: 307 habitantes
- Pithiviers: 9 242 habitantes
- Pithiviers-le-Vieil: 1 823 habitantes, incluyendo:
  - Bouzonville-en-Beauce, comuna asociada desde 1973 con 307 habitantes
- Santeau: 286 habitantes
- Vrigny: 597 habitantes, incluyendo:
  - Limiers, comuna suprimida en 1819,
- Yèvre-la-Ville: 703 habitantes, incluyendo:
  - Yèvre-le-Châtel, comuna asociada desde 1973 con 237 habitantes.

- Datos: Q1726699